# Pietro Vierchowod
Pietro Vierchowod (Calcinate, Llombardia, 6 d'abril de 1959) és un exfutbolista italià que jugava com a defensa, i posteriorment com a entrenador. És considerat un dels millors defenses centrals de la història d'Itàlia, així com un dels millors jugadors en la posició de la dècada del 1980 i 1990. Fill d'un partisà italià d'origen ucraïnés, fou conegut com El Tsar.
També va ser internacional amb la selecció nacional italiana, i va formar part de la selecció italiana que va guanyar la Copa del Món de Futbol de 1982, participant també als dos mundials següents.